# Toécé (département)
Cet article concerne le département et la commune rurale. Pour le village chef-lieu, voir Toécé (Toécé).
Toécé est un département et une commune rurale de la province du Bazèga, situé dans la région du Centre-Sud au Burkina Faso.

## Démographie
En 2019, la population totale du département est de 38 506 habitants.

## Villages
Le département et la commune rurale de Toécé est administrativement composé de trente-huit villages, dont le village chef-lieu homonyme :
- Binsboumbou
- Binstigré
- Bonsrima
- Boromtinga
- Dagouma
- Damzoussi
- Dayasmnoré
- Goubla
- Goudou
- Goumsé
- Kaongho
- Kosmassom
- Koulpellé
- Koumasgho
- Koumnéré
- Koussala
- Lilbouré
- Loussa
- Masgo
- Nacombogo
- Nagnesna
- Nayalgué
- Niongho
- Pawamtoré
- Sankouissi
- Silkouka
- Sincéné
- Tamboué
- Tamsé
- Tanghin
- Tinsobtinga
- Toécé, chef-lieu
- Toudou
- Wilga
- Yargo
- Yougoudri
- Zangogho
- Zorgho